# Hurry Up Tomorrow
Hurry Up Tomorrow — шостий студійний альбом канадського співака The Weeknd. Реліз відбувся 31 січня 2025 року під лейблами XO та Republic Records. Альбом також є саундтреком до однойменного фільму, що невдовзі вийде. У стандартному виданні платівки беруть участь запрошені виконавці: Anitta, Justice, Тревіс Скотт, Florence and the Machine, Future, Playboi Carti, Джорджо Мородер і Лана Дель Рей. У бонус-версії також з'являється Swedish House Mafia. Основну частину продюсування виконав сам The Weeknd разом зі своїми постійними колегами, серед яких Cirkut, DaHeala, Макс Мартін, Майк Дін, Metro Boomin, Prince85 та Oneohtrix Point Never, а також інші продюсери.

## Список пісень
| Список пісень альбому Hurry Up Tomorrow | Список пісень альбому Hurry Up Tomorrow                                    | Список пісень альбому Hurry Up Tomorrow |
| #                                       | Назва                                                                      | Тривалість                              |
| --------------------------------------- | -------------------------------------------------------------------------- | --------------------------------------- |
| 1.                                      | «Wake Me Up» (за уч. Justice)                                              | 5:08                                    |
| 2.                                      | «Cry for Me»                                                               | 3:44                                    |
| 3.                                      | «I Can't Fucking Sing»                                                     | 0:12                                    |
| 4.                                      | «São Paulo» (за уч. Anitta)                                                | 5:02                                    |
| 5.                                      | «Until We're Skin & Bones»                                                 | 0:22                                    |
| 6.                                      | «Baptized in Fear»                                                         | 3:52                                    |
| 7.                                      | «Open Hearts»                                                              | 3:54                                    |
| 8.                                      | «Opening Night»                                                            | 1:36                                    |
| 9.                                      | «Reflections Laughing» (за уч. Тревіса Скотта та Florence and the Machine) | 4:51                                    |
| 10.                                     | «Enjoy the Show» (за уч. Future)                                           | 5:01                                    |
| 11.                                     | «Given Up on Me»                                                           | 5:55                                    |
| 12.                                     | «I Can't Wait to Get There»                                                | 3:09                                    |
| 13.                                     | «Timeless» (за уч. Playboi Carti)                                          | 4:16                                    |
| 14.                                     | «Niagara Falls»                                                            | 4:37                                    |
| 15.                                     | «Take Me Back to LA»                                                       | 4:14                                    |
| 16.                                     | «Big Sleep» (за уч. Джорджо Мородера)                                      | 3:45                                    |
| 17.                                     | «Give Me Mercy»                                                            | 3:36                                    |
| 18.                                     | «Drive»                                                                    | 3:08                                    |
| 19.                                     | «The Abyss» (за уч. Лани Дель Рей)                                         | 4:42                                    |
| 20.                                     | «Red Terror»                                                               | 3:51                                    |
| 21.                                     | «Without a Warning»                                                        | 4:57                                    |
| 22.                                     | «Hurry Up Tomorrow»                                                        | 4:51                                    |
| 84:39                                   |                                                                            |                                         |

## Чарти
| Чарт (2025)                                          | Найвища позиція |
| ---------------------------------------------------- | --------------- |
| Австралія Australian Albums (ARIA)                   | 1               |
| Австрія Austrian Albums (Ö3 Austria)                 | 2               |
| Бельгія Belgian Albums (Ultratop Flanders)           | 1               |
| Бельгія Belgian Albums (Ultratop Wallonia)           | 1               |
| Канада Canadian Albums (Billboard)                   | 1               |
| Croatian International Albums (HDU)                  | 5               |
| Чехія Czech Albums (ČNS IFPI)                        | 3               |
| Данія Danish Albums (Hitlisten)                      | 1               |
| Нідерланди Dutch Albums (MegaCharts)                 | 1               |
| Фінляндія Finnish Albums (Suomen virallinen lista)   | 5               |
| Франція French Albums (SNEP)                         | 1               |
| Німеччина German Albums (Offizielle Top 100)         | 1               |
| Greek Albums (IFPI)                                  | 3               |
| Угорщина Hungarian Albums (MAHASZ)                   | 1               |
| Icelandic Albums (Tónlistinn)                        | 2               |
| Ірландія Irish Albums (OCC)                          | 1               |
| Італія Italian Albums (FIMI)                         | 2               |
| Japanese Digital Albums (Oricon)                     | 22              |
| Japanese Hot Albums (Billboard Japan)                | 60              |
| Lithuanian Albums (AGATA)                            | 3               |
| Нова Зеландія New Zealand Albums (Recorded Music NZ) | 1               |
| Nigerian Albums (TurnTable)                          | 50              |
| Норвегія Norwegian Albums (VG-lista)                 | 1               |
| Portuguese Albums (AFP)                              | 1               |
| Шотландія Scottish Albums (OCC)                      | 1               |
| Slovak Albums (ČNS IFPI)                             | 1               |
| Іспанія Spanish Albums (PROMUSICAE)                  | 4               |
| Швеція Swedish Albums (Sverigetopplistan)            | 3               |
| Швейцарія Swiss Albums (Schweizer Hitparade)         | 2               |
| Велика Британія UK Albums (OCC)                      | 1               |
| Велика Британія UK R&B Albums (OCC)                  | 1               |
| США Billboard 200                                    | 1               |
| США Top R&B/Hip-Hop Albums (Billboard)               | 1               |

## Сертифікації
| Регіон                                                      | Сертифікація | Продажі |
| ----------------------------------------------------------- | ------------ | ------- |
| Франція (SNEP)                                              | Золотий      | 50 000  |
| Велика Британія (BPI)                                       | Срібний      | 60 000  |
| продажі+прослуховування, що базуються лише на сертифікаціях |              |         |